# Stargazer (End of the Worldの曲)
『Stargazer』（スターゲイザー）は、日本のバンド・SEKAI NO OWARIの海外プロジェクト・End of the Worldの2作目の配信デジタルシングルである。

## 概要
- 日本を除く諸外国のiTunes StoreやAmazon Musicなどのデジタルミュージックストアで購入できるほか、Apple Musicに代表される定額制音楽ストリーミングサービスでも聴くことが出来る。
- YouTubeとSoundCloudでは日本を含む全世界に「Stargazer (Kove Dance Remix)」以外が公開されている。
- 日本の定額制音楽ストリーミングサービスでは唯一Spotifyで聴くことができる。
- 通常バージョンと5つのリミックスバージョンの合計6種類が存在する。
- 東京コミコン2018で発表され、YouTube Originalsにてその制作過程が配信されたドキュメンタリー番組「Re:IMAGINE」のミュージックビデオを作る際、この曲が選ばれた[1]。

## 収録曲

### Stargazer
1. Stargazer
2018年2月2日発売。ロサンゼルスで撮影[2]したミュージックビデオがYouTubeにあり、Fukaseのみ出演している[3]。

### Stargazer (Kove Remix)
1. Stargazer (Kove Remix)
2. Stargazer (Kove Dance Remix)
2018年3月9日発売。イギリス人の音楽プロデューサー兼DJのKoveによるリミックス。

### Stargazer (Alex Adair Remix)
1. Stargazer (Alex Adair Remix)
2018年3月23日。イギリス人の音楽家Alex Adairによるリミックス。

### Stargazer (Clean Bandit Remix)
1. Stargazer (Clean Bandit Remix)
2018年4月6日発売。ケンブリッジ大学で出会ったメンバーで構成されたエレクトロニックグループ、Clean Banditによるリミックス。日本で行われたClean Banditのライブの後に食事をしたり[4][5]、彼らの楽曲「Rockabye」をリミックスする[6]、「Baby」のギターフレーズでNakajinが参加する[7]など以前から親交があった。